# Ron Fuller (wrestler)
Ronald Welch, meglio conosciuto con il ring name di Ron Fuller (Knoxville, 7 settembre 1946), è un ex wrestler e manager di wrestling statunitense.
È il fratello maggiore di Robert Fuller (Col. Robert Parker). I due fratelli furono i proprietari della Continental Championship Wrestling per qualche periodo.

## Carriera
Quando stava per laurearsi alla University of Miami, Fuller decise di seguire le orme di famiglia e diventare un lottatore di wrestling professionista. Iniziò ad allenarsi nella promozione del nonno e di suo padre in Tennessee e finì poi per rilevarla. Negli anni settanta e all'inizio degli ottanta, Fuller espanse il territorio di influenza della compagnia dal Tennessee alla Florida, ribattezzandola Southeastern Championship Wrestling.
Nei primi anni ottanta, lottò indossando una maschera e facendosi chiamare  "Tennessee Stud" ("lo stallone del Tennessee"). Fece coppia con il fratello Robert e un cugino, Jimmy Golden, in diverse occasioni, sfidando Arn Anderson & Jerry Stubbs per l'NWA Southeast Tag Team Championship. Quando Robert fu infortunato da Anderson e Stubbs, Ron provò diversi partner di tag team, incluso André the Giant, per cercare di sconfiggere la coppia Anderson/Stubbs. Fuller finalmente trovò il partner che voleva in Bob Armstrong, ma quando i due riuscirono a battere Anderson & Stubbs, il titolo venne ritirato dal presidente NWA Bob Geigel, che ordinò un rematch. Fuller effettuò un turn heel e tradì Armstrong, lasciando che Stubbs & Anderson si aggiudicassero le cinture.
Come proprietario della compagnia, creò un nuovo titolo chiamato NWA Southeast Continental Heavyweight Championship. Nella storyline, nominò campione d'ufficio il Freebird Michael Hayes. La settimana seguente, Hayes arrivò a Dothan, per difendere la cintura contro Fuller. Fuller vinse il match e pianificò di abbandonare la compagnia con il titolo per non doverlo difendere. Tuttavia, era "contrattualmente obbligato" a restare nel territorio. Quindi Armstrong si vendicò del tradimento di Fuller strappandogli il titolo Continental nel corso di un cruento match.
Nel 1985, Fuller cambiò il nome della compagnia in Continental Championship Wrestling, per competere con la World Wrestling Federation di Vince McMahon. All'epoca, creò la fazione Stud Stable e rinnovò la sua rivalità con Armstrong. In uno steel cage tag team match, Fuller lottò insieme al cugino Jimmy Golden contro Armstrong e Robert Fuller. Robert passò dalla parte dei cattivi e tutti e tre assalirono Armstrong. I figli di Armstrong, Brad, Steve e Scott corsero in aiuto del padre, ma egli si infortunò ugualmente. La settimana successiva, Fuller rivelò una clausola nel contratto che affermava: "Poiché Armstrong ha perso (anche se uno schienamento non si è mai verificato), deve lasciare il territorio". Nelle settimane successive, The Stud Stable eliminò tutti gli Armstrong tranne Brad. Brad fece coppia con Big John Harris. Mentre Fuller combatteva con Harris fuori dal ring, Golden e Robert stavano per "schiacciare" Brad. All'improvviso, un uomo mascherato corse sul ring e lo salvò. L'uomo mise Robert nella presa di sottomissione Figure-Four-Leglock facendolo urlare di dolore. L'uomo mascherato parlò e disse: "Puoi chiamarmi The Bullet!" Sentendo che la voce era quella di Bob Armstrong, Ron Fuller gridò di rabbia e dichiarò in televisione: "Se The Bullet sarà smascherato e si rivelerà essere Bob Armstrong, sarà bandito a vita."
Nel corso dei successivi due anni, Fuller e la sua stable tentarono in ogni modo di smascherare Armstrong, ma senza riuscirci. In uno steel cage match, Armstrong imprigionò Fuller nella figure-four infortunandolo. Secondo la storyline la presa aveva causato a Fuller la frattura di una gamba, dandogli così la motivazione di ritirarsi dal ring per concentrarsi sulla direzione della compagnia. Lavorando ancora talvolta come manager, fece entrare vari wrestler nella Stud Stable reclutando nuovi membri. Nel 1986 assunse Kevin Sullivan per smascherare Armstrong, ma Sullivan rivelò di aver usato Fuller come pedina per avviare la propria fazione. Egli si portò dietro i New Guinea Headhunters (Nuova Guinea), Sheik Abdul (Arabia Saudita) e Kris von Kolt (Germania). Fuller e la Stud Stable misero da parte le loro divergenze con The Bullet. Bullet, gli Armstrong e la Stud Stable formarono quindi un'alleanza per combattere Sullivan e la sua cricca malvagia. Dato che il gruppo di Sullivan era tutto formato da stranieri (kayfabe) che odiavano gli Stati Uniti, l'alleanza prese di mira i patrioti americani.
Quando terminò questo feud, Golden e Robert effettuarono nuovamente un turn heel, ma Ron si ritirò da face. Continuando a lavorare dietro le quinte, nel 1988 vendette la Continental Championship Wrestling (che divenne la Continental Wrestling Federation) e si ritirò dagli affari.
Il 25 gennaio 2020, Fuller tornò sul ring all'età di 72 anni per combattere in coppia con suo cugino Jimmy Golden e sconfiggere i Dirty Blondes (Leo Brien & Mike Patrick) nella Continental Championship Wrestling a Dothan, in Alabama.

## Personaggio
- Mossa finale
  - Fuller Lock (Inside toe hold leglock)[9]
- Wrestler diretti
  - The Stud Stable (Robert Fuller, Jimmy Golden, Cactus Jack e Brian Lee)

## Titoli e riconoscimenti
- All Japan Pro Wrestling
  - World's Strongest Tag Determination League Exciting Award (1983) – con Barry Windham[10]
- Championship Wrestling from Florida
  - NWA Florida Heavyweight Championship (1)[11]
  - NWA Florida Tag Team Championship (1) – con Jimmy Golden[12]
  - NWA Southern Heavyweight Championship (Florida version) (1)[13]
- Mid-South Sports
  - NWA Georgia Heavyweight Championship (1)[14]
- NWA Mid-America / Continental Wrestling Association
  - AWA Southern Heavyweight Championship (1)[15][16]
  - NWA Southern Heavyweight Championship (Memphis version) (1)[15]
  - NWA Tennessee Tag Team Championship (1) – con The Assassin[17]
  - NWA United States Tag Team Championship (Mid-America version)  (1) – con Robert Fuller[18][19]
- Pro Wrestling Illustrated
  - 370º classificato nella lista dei migliori 500 wrestler singoli nei "PWI Years" del 2003[20]
- Southeastern Championship Wrestling
  - NWA Alabama Heavyweight Championship (2)[21]
  - NWA Southeast Continental Heavyweight Championship (1)[5]
  - NWA Southeast Heavyweight Championship (5)[22]